# Maria Maria (Santana)
Maria Maria è un singolo del gruppo musicale statunitense Santana, pubblicato il 23 novembre 1999 come secondo estratto dal diciottesimo album in studio Supernatural.
La canzone vinse il Grammy Award alla miglior interpretazione vocale di gruppo, ai Grammy Awards 2000, edizione durante la quale i Santana vinsero altri otto premi.

## Descrizione
La canzone venne scritta dal rapper e compositore Wyclef Jean, dal produttore Jerry Duplessis e da Carlos Santana.
Musicalmente parlando, Maria Maria è un brano hip hop con influenze latine, accompagnate da chitarra acustica e chitarra elettrica, quest'ultima suonata da Carlos Santana. Il sito Stereogum ha definito il brano una "canzone rap latina, senza rap vero e proprio".
Wyclef Jean ha poi dichiarato di aver ideato la composizione del suo brano rielaborando sia una canzone del Wu-Tang Clan del 1993 intitolata Wu-Tang Clan Ain't Nuthing ta Fuck Wit, campionandone la parte strumentale, sia un brano del 1975 degli Headhunters intitolato God Make Me Funky.
Il singolo vide inoltre la collaborazione vocale del gruppo musicale statunitense di genere R&B Product G&B.

## Accoglienza
La canzone, fin dalla sua uscita, ricevette recensioni generalmente molto positive da parte della critica musicale.
Il 23 ottobre 1999, la rivista Billboard scrisse che la canzone "alla radio suona più fresca di una brezza autunnale". Anche il New York Times apprezzò la traccia definendola una "colonna sonora perfetta per l'estate '99" descrivendone la voce di Jean e la chitarra di Santana come "inconfondibili".

## Tracce
CD (Germania)
1. Maria Maria (Radio Mix) – 4:21
2. Maria Maria (Pumpin' Dolls Club Mix) – 8:36

CD maxi (Germania)
1. Maria Maria (Radio Mix) – 4:21
2. Maria Maria (Pumpin' Dolls Radio Edit) – 3:56
3. Maria Maria (Wyclef Remix) – 4:21
4. Maria Maria (Pumpin' Dolls Club Mix) – 8:36
5. Maria Maria (Wyclef Remix Instrumental) – 4:21
6. Maria Maria (Pumpin' Dolls Club Mix Instrumental) – 8:36

CD (Regno Unito), MC (Regno Unito)
1. Maria Maria (Radio Mix) – 4:21
2. Maria Maria (Wyclef Remix) – 4:21
3. Maria Maria (Pumpin' Dolls Remix) – 3:56

CD (Stati Uniti)
1. Maria Maria (Radio Mix) – 4:21
2. Maria Maria (Wyclef Remix) – 4:21
3. Migra – 5:54

## Successo commerciale
Il brano raggiunse la prima posizione della Billboard Hot 100 statunitense, rimanendoci per oltre dieci settimane. Solo nella settimana immediatamente seguente la sua pubblicazione, Maria Maria vendette circa 55.000 copie.
Nel marzo 2000 la canzone è stata certificata disco di platino negli Stati Uniti, dove fino a quel momento aveva venduto oltre un milione di copie. Successivamente la canzone avrebbe raggiunto il medesimo traguardo anche in Europa, e in particolare in Belgio, Germania, Regno Unito e Svizzera, oltre che in Nuova Zelanda.
A luglio dello stesso anno, la canzone raggiunse la posizione numero sei della classifica britannica Official Singles Chart e la numero 21 della irlandese Irish Singles Chart.
Nel 2018, la Billboard Hot 100, in occasione del 60º anniversario della classifica, ha pubblicato una classifica dei migliori brani di tutti i tempi, posizionandoci la traccia dei Santana alla posizione n° 122.

## Classifiche
| Classifica (2000) | Posizione massima |
| ----------------- | ----------------- |
| Australia         | 49                |
| Austria           | 3                 |
| Belgio            | 2                 |
| Canada            | 1                 |
| Francia           | 1                 |
| Norvegia          | 7                 |
| Nuova Zelanda     | 49                |
| Paesi Bassi       | 2                 |
| Regno Unito       | 6                 |
| Stati Uniti       | 1                 |
| Svezia            | 1                 |
| Svizzera          | 1                 |

## Altri utilizzi
Nel 2007 Carlos Santana lavorò con lo chef pluristellato Roberto Santibañez e l'azienda californiana Dudum Sports and Entertainment, per aprire una catena di ristoranti che si ispira alla canzone e da essa prende anche il nome.
Nel 2017 DJ Khaled ha campionato la base musicale del brano per il suo singolo di grande successo Wild Thoughts, eseguito da Rihanna e Chance the Rapper.